# شاه اسماعیل دوم صفوی (کتاب)
شاه اسماعیل دوم صفوی عنوان کتابی است از والتر هینتس که دربارهٔ زندگی شاه اسماعیل دوم است. این کتاب را کیکاووس جهانداری به زبان فارسی ترجمه کرده‌است.

## منبع‌شناسی کتاب
والتر هینتس مهمترین منابع و مراجعی که برای پژوهش خود در کتاب شاه اسماعیل دوم صفوی مورد استفاده قرار داده، در همان کتاب به شرح زیر آورده‌است:
منابع فارسی
- عالم آرای عباسی، نوشتهٔ اسکندر بیگ ترکمان، چاپ سنگی، تهران، ۱۳۱۴ قمری/ ۱۸۹۶ میلادی: بهترین منبع فارسی برای تاریخ شاه اسماعیل دوم تاریخ عالم آرای عباسی نوشتهٔ اسکندر بیگ ترکمان (اسکندر منشی) است. اسکندر ترکمان از منابع کتبی‌ای که در دست داشته، با دقت و احتیاط بهره برده‌است. از آن گذشته، شخصاً در بسیاری از رویدادهای مربوط به زمان حکم‌رانی شاه اسماعیل دوم شرکت داشته‌است و خود نیز این نکته را در صفحهٔ ۹۲ عالم‌آرای عباسی چاپ سنگی تهران گفته‌است. ازاین‌روی، چون اسکندر ترکمان کتاب عالم‌آرای عباسی را در دوران شاه عباس یکم نوشته، هیچ جبری نبوده که از توضیح و تاریخ‌نگاری حقایق بیم به خود راه دهد، به‌ویژه که شاه عباس یکم، البته با دلایلی موجه، خاطرهٔ خوشی از عموی خود شاه اسماعیل دوم نداشته‌است.
- کتاب احسن التواریخ، نوشتهٔ حسن بیگ روملو، جلد اول (متن فارسی)، به کوشش سدان (C. N. Seddon) بارودا، ۱۹۳۱ میلادی (چاپی): کتاب احسن التواریخ، نوشتهٔ حسن بیگ روملو از دیگر آثار دربارهٔ تاریخ دورهٔ شاه اسماعیل دوم است. حسن روملو، که در بیشترِ نبردهای شاه تهماسب یکم حضور داشت، احسن‌التواریخ را در اصل در سال ۱۵۷۲ م (در ۳۵سالگی شاه اسماعیل دوم و ۴ سال پیش از شروع سلطنت وی) تألیف کرد و بعد آن را در سال ۱۵۷۷ (دوران پادشاهی شاه اسماعیل دوم) تکمیل نمود و در دیباچه، کتاب را به شاه اسماعیل دوم (شاه وقت) اهدا کرد. هرچند که حسن بیگ روملو به‌عنوان یکی از هم‌عصران شاه اسماعیل دوم دربارهٔ رخدادها مطالبی نوشته‌است، باز ناگزیر بوده‌است که در آن شرایط و اوضاع، محافظه‌کار باشد، و بدین‌ترتیب باید گفت احسن‌التواریخ ممکن است ازلحاظ موضوعات دربارهٔ شاه اسماعیل دوم، همیشه قابل اعتماد نباشد.
- تاریخ حیدری (کتاب درسی تاریخ عمومی)، نوشتهٔ حیدر بن علی حسینی رازی، جلد دوم نسخهٔ خطی کتابخانه ملی پروس در برلین: حیدر بن علی حسینی رازی در کتاب درسی تاریخ عمومی که در عصر پادشاهی شاه عباس یکم نوشته شده‌است، جزئیات دقیق و مهمی را ذکر می‌کند که در دیگر کتب تاریخ نظیر آن دیده نمی‌شود.
- تاریخ عباسی، نوشتهٔ جلال‌الدین محمد منجم یزدی، محل نگهداری موزهٔ بریتانیا: تاریخ عباسی به تاریخ ایران بین سال‌های ۹۸۴ تا ۱۰۲۰ هـ. ق/ ۱۵۷۶ تا ۱۶۱۱ م می‌پردازد.
- خلاصهٔ مقال، نوشتهٔ محمدطاهر بن محمد یوسف قزوینی، نسخهٔ خطی کتابخانهٔ بادلیان در آکسفورد
- ریاض الفردوس، نوشتهٔ محمد میرک بن مسعود الحسینی، نسخهٔ خطی کتابخانه انجمن سلطنتی آسیایی در لندن
- روضة الصفویه، نوشتهٔ میرزا حسن بن حسین جنابذی، نسخهٔ خطی، محل نگهداری موز بریتانیا
- زبدة التواریخ، نوشتهٔ جلال‌الدین محمد منجم یزدی، نسخهٔ خطی کتابخانهٔ انجمن سلطنتی آسیایی در لندن
- تاریخ مرآت جهان‌نما، نوشتهٔ شیخ محمدبقا، نسخه دست‌نویس کتابخانهٔ ملی پروس در برلین
- شرفنامهٔ بدلیسی، نوشتهٔ شرف بن شمس‌الدین بدلیسی (Scheref-Nameh ou Histoire des Kourdes par Scheref, Prince de Bidlis, publiee par V. Veliaaminof-Zernof, vol. I-II, St. Petersburg 1860 & 1862.)

منابع ترکی
- نخبة التواریخ و الاخبار، نوشتهٔ محمد بن محمد
- کُنْهُالاخبار، نوشتهٔ مصطفی بن احمد

منابع اروپایی
- گزارش سفیر ونیز وینچنزو دلی الساندری تحت عنوان گزارش ایران
- یادداشت‌های استفان گرلاخ در دربار عثمانی
- گزارش تئودورو بالبی، قنسول ایتالیایی
- کتاب تاریخ جنگ بین ترک‌ها و ایرانی‌ها، نوشتهٔ مینادویی